# 이현보 종가 문적
이현보 종가 문적(李賢輔 宗家 文籍)은 대한민국 경상북도 안동시에 있는 조선시대의 기록유산이다. 1994년 7월 29일 대한민국의 보물 제1202호로 지정되었다.

## 개요
이 문적류들은 조선 중종 때의 문신이며 시조작가로 유명한 농암 이현보(1467∼1555)와 그의 종손가에서 소장하고 있는 교지 고문서와 전적류, 회화류 등이다.
이현보는 연산군 4년(1498) 문과에 급제한 뒤 내직으로 예문관검열, 사간원정언과 외직으로 밀양과 안동, 충주 등지의 지방관을 지냈다. 이후 형조참판, 호조참판 등의 벼슬을 지내고 1542년 76세 때 병을 핑계로 벼슬을 그만두고 말년을 고향에 돌아와 지냈다. 조선시대에 자연을 소재로 삼아 시조를 지은 대표적인 문인으로 국문학 사상 중요한 자리를 차지하고 있는 인물이다.
고문서류인 교지는 총 23매로써 연산군 4년(1498)∼명종 15년(1560) 사이의 것으로 이현보(14매), 이파(1매), 이문량(8매)과 관련된 교지들이다. 전적류로서는『애일당구경첩』으로 모두 2책으로 되어있다. 한책은 당시 명사들의 친필로 쓴 시를 모아 하나의 첩으로 만든 것이고,『애일당구경별록』은 생일가를 포함한 국문가사 등 이현보의 작품과 행적을 별도로 모아 편성한 것이다. 또한 회화류의 『은대계회도(銀臺契會圖)』는 이현보가 동부승지로 재직 시 승정원 관원 10명과 계모임하는 모습을 그린 것이다.
이는 훼손이 심하기는 하나, 다른 계회도와는 달리 『은대계회도』가 처음 발견되었다는 점에서 계회도 연구에 귀중한 자료이다. 특히, 교지 등의 자료는 조선 전기 인사행정을 연구하는데 귀중한 사료들로써 평가되며, 전적류들은 국문가사와 국문학 연구자료로 주요한 것들이다.

## 세부 목록
1. 농암유고초(聾巖遺稿草) 1책
2. 정동면례시일록(亭洞緬禮時日錄) 1책
3. 계사구로회첩(癸巳九老會帖)) 1첩
4. 분천강호록(汾川講好錄) 1책
5. 당음비사(棠陰比事) 3권(卷) 1책
6. 애일당구경별록(愛日堂具慶別錄) 1책
7. 애일당구경첩 <상>(愛日堂具慶帖 <上>) 1책
8. 애일당구경첩 <하>(愛日堂具慶帖 <下>) 1책
9. 성균생원이현보문과병과 급제교지(成均生員李賢輔文科丙科 及第敎旨) 1건
10. 이현보 교지-홍치십사년사월일(李賢輔 敎旨-弘治十四年四月日) 1건
11. 이현보 교지-홍치십오년시월일(李賢輔 敎旨-弘治十五年十月日) 1건
12. 이현보 교지-홍치십칠년정월일(李賢輔 敎旨-弘治十七年正月日) 1건
13. 이현보 교지-홍치십칠년이월일(李賢輔 敎旨-弘治十七年二月日) 1건
14. 이현보 교지-정덕이년십이월일(李賢輔 敎旨-正德二年十二月日) 1건
15. 이현보 교지-정덕구년시월이십일(李賢輔 敎旨-正德九年十月二十日) 1건
16. 이현보 교지-정덕십년삼월일(李賢輔 敎旨-正德十年三月日) 1건
17. 이현보 교지-가정오년이월십구일(李賢輔 敎旨-嘉靖五年二月十九日) 1건
18. 이현보 교지-가정오년시월십구일(李賢輔 敎旨-嘉靖五年十月十九日) 1건
19. 이현보 교지-가정오년십일월십칠일(李賢輔 敎旨-嘉靖五年十一月十七日) 1건
20. 이현보 교지-가정칠년삼월일(李賢輔 敎旨-嘉靖七年三月日) 1건
21. 이현보 교지-가정이십이년삼월일(李賢輔 敎旨-嘉靖二十二年三月日) 1건
22. 이현보 교지-가정삼십육년삼월이십이일(李賢輔 敎旨-嘉靖三十六年三月二十二日) 1건
23. 이파 증직교지-가정이십오년십일월초이일(李坡 贈職敎旨-嘉靖二十五年十一月初二日) 1건
24. 이문량 교지-정덕십오년윤팔월일(李文樑 敎旨-正德十五年閏八月日) 1건
25. 이문량 교지-가정십삼년윤이월일(李文樑 敎旨-嘉靖十三年閏二月日) 1건
26. 이문량 교지-가정이십이년시월일(李文樑 敎旨-嘉靖二十二年十月日) 1건
27. 이문량 교지-가정이십이년십일월일(李文樑 敎旨-嘉靖二十二年十一月日) 1건
28. 이문량 교지-가정이십사년삼월일(李文樑 敎旨-嘉靖二十四年三月日) 1건
29. 이문량 교지-가정이십육년삼월일(李文樑 敎旨-嘉靖二十六年三月日) 1건
30. 이문량 교지-가정삼십일년시월일(李文樑 敎旨-嘉靖三十一年十月日) 1건
31. 이문량 교지-가정삼십구년구월초삼일(李文樑 敎旨-嘉靖三十九年九月初三日) 1건

## 같이 보기
- 이현보

## 참고 자료
- 이현보 종가 문적 - 국가유산청 국가유산포털